# Dane (Wisconsin)
Dane es una villa ubicada en el condado de Dane en el estado estadounidense de Wisconsin. En el Censo de 2010 tenía una población de 995 habitantes y una densidad poblacional de 338,78 personas por km².

## Geografía
Dane se encuentra ubicada en las coordenadas 43°14′46″N 89°29′59″O / 43.24611, -89.49972. Según la Oficina del Censo de los Estados Unidos, Dane tiene una superficie total de 2.94 km², de la cual 2.92 km² corresponden a tierra firme y (0.71%) 0.02 km² es agua.

## Demografía
Según el censo de 2010, había 995 personas residiendo en Dane. La densidad de población era de 338,78 hab./km². De los 995 habitantes, Dane estaba compuesto por el 94.67% blancos, el 0.8% eran afroamericanos, el 0.1% eran amerindios, el 1.71% eran asiáticos, el 0% eran isleños del Pacífico, el 2.11% eran de otras razas y el 0.6% pertenecían a dos o más razas. Del total de la población el 4.32% eran hispanos o latinos de cualquier raza.